# اسپاسم عروق کرونر
وازواسپاسم کرونر به زمانی اشاره دارد که یک شریان کرونر به‌طور ناگهانی دچار انسداد کامل یا نیمه‌کلی موقت شود.
در سال ۱۹۵۹، پرینزمتال و همکاران. یک نوع درد قفسه سینه ناشی از اسپاسم عروق کرونر را توصیف نمودند و از آن به عنوان نوعی آنژین صدری کلاسیک یاد کردند. در نتیجه، در نشریات از این آنژین به عنوان آنژین پرینزمتال یاد شده است. مطالعه بعدی با نمایش عروق کرونر طبیعی در کاتتریزاسیون قلبی، این نوع آنژین را از آنژین صدری کلاسیک بیشتر متمایز کرد. این یافته برخلاف یافته‌های معمول در آنژین صدری کلاسیک است که معمولاً پلاک‌های تصلب شرایین را در کاتتریزاسیون قلبی نشان می‌دهد.
هنگامی که وازواسپاسم کرونر رخ می‌دهد، انسداد به‌طور موقت باعث ایجاد ایسکمیمی‌شود. این عارضه می‌تواند طیف وسیعی از علائم یا تظاهرات را به دنبال داشته باشد: از ایسکمی بدون علامت میوکارد، که گاهی به عنوان ایسکمی خاموش شناخته می‌شود، تا سکته قلبی و حتی مرگ ناگهانی قلبی نیز اتفاق می‌افتد.

## علائم و نشانه‌ها
اسپاسم عروق کرونر به‌طور کلاسیک باعث ایجاد درد قفسه سینه در حالت استراحت می‌شود که به عنوان آنژین واریانت (آنژین وازواسپاستیک یا آنژین پرینزمتال) نیز شناخته می‌شود. درد قفسه سینه در ساعات خاصی از روز، معمولاً از اواخر شب تا اوایل صبح، شایع‌تر است. این دوره‌ها می‌تواند با حالت تهوع، استفراغ، تعریق سرد و حتی سنکوپ همراه باشد. اسپاسم عروق کرونر با علائم خستگی و ضعف، تنگی نفس و تپش قلب نیز مرتبط است. این علائم می‌توانند گاهی علائم اولیه باشند، اما می‌توانند همراه با درد قفسه سینه نیز رخ دهند.
مواردی از اسپاسم عروق کرونر وجود دارد که اصلاً بدون هیچ گونه علامتی رخ می‌دهد و منجر به ایسکمی خاموش یا بدون علامت میوکارد می‌شود.

### عوارض
بسته به مدت زمان انسداد، می‌تواند طیفی از سندرم‌های مختلف ایسکمیک میوکارد رخ دهد. دوره‌های کوتاه‌تر انسداد به دلیل ماهیت بدون علامت می‌تواند منجر به عارضه‌ای شود که به آن ایسکمی خاموش میوکارد می‌گویند. این دوره‌ها همچنین می‌تواند با آریتمی همراه باشد. دوره‌های طولانی‌تر انسداد می‌تواند منجر به آنژین پایدار یا ناپایدار، انفارکتوس میوکارد و مرگ ناگهانی قلبی شود.

## عوامل خطر
برخلاف آنژین صدری کلاسیک، عوامل خطر سنتی قلبی عروقی به‌طور قابل توجهی با اسپاسم عروق کرونر مرتبط نیستند. استثنا در این مورد مربوط به سیگار کشیدن است که به عنوان یک عامل خطر قابل تغییر برای آنژین وازواسپاستیک شناخته شده است.
عوامل خطر متعددی وجود دارد که تصور می‌شود باعث تسریع یا شروع دوره‌های اسپاسم عروق کرونر می‌شوند. بسیاری از این عوامل با اعمال اثرات بر روی سیستم عصبی خودمختار (سمپاتیک و پاراسمپاتیک) عمل می‌کنند. یکی از مکانیسم‌هایی که از طریق آن این تأثیر رخ می‌دهد افزایش فعالیت سیستم عصبی سمپاتیک است. افزایش خروجی سمپاتیک در نتیجه منجر به اثرات منقبض کننده عروق بر روی رگ‌های خونی می‌شود. به عنوان مثال، استفاده از کوکائین می‌تواند از طریق تأثیر آن بر گیرنده‌های آدرنرژیک، باعث انقباض عروق و ایجاد اسپاسم عروقی در عروق کرونر شود. ورزش، هوای سرد، فعالیت بدنی یا کار سنگین (زور زدن)، استرس ذهنی، تهویه بیش از حد (نفس نفس زدن) از عوامل تشدید کننده اضافی این عارضه هستند.

## پاتوفیزیولوژی
پاتوفیزیولوژی دقیق عامل وازواسپاسم کرونر مشخص نشده است. در عوض، ترکیبی از عوامل مختلف که موجب اسپاسم عروق کرونر می‌شوند، مطرح شده است. به‌طور کلی، تصور می‌شود که یک ناهنجاری در شریان کرونر باعث می‌شود که آن بخش بیش از حد به محرک‌های تنگ کننده عروق واکنش نشان دهد. این ناهنجاری می‌تواند در یک بخش از شریان کرونری قرار داشته یا ممکن است منتشر شده و در کل شریان وجود داشته باشد. اگر محرک‌های منقبض کننده عروق بر روی بخش بیش واکنشی شریان اثر بگذارند، در آن زمان می‌تواند اسپاسم عروقی ایجاد شود. در نهایت، هنگامی که عروق کرونر بزرگ دچار وازواسپاسم شوند، این مورد می‌تواند منجر به انسداد کامل یا گذرا جریان خون در داخل شریان شود. در نتیجه، امکان وقوع ایسکمی بافت‌هایی که آن شریان آنها را تغذیه می‌کند، وجود دارد. علائم ناشی از ایسکمی می‌تواند به دنبال آن به وقوع پیوندد.
برخی از عواملی که به عنوان مسبب اسپاسم عروق کرونر مطرح شده‌اند عبارتند از:
- اختلال عملکرد اندوتلیال
  - برخی از عوامل گشادکننده عروق اثرات خود را با فعالیت از طریق لایه درون‌رگی، سلول‌هایی که پوشش رگ‌های خونی را تشکیل می‌دهند، اعمال می‌کنند. به‌طور خاص، این عوامل با افزایش تولید نیتریک اکسید از سنتز نیتریک اکسید لایه درون‌رگی، کار می‌کنند. به‌طور معمول، نیتریک اکسید از طریق مکانیسم‌های خاص خود مانند مهار انتشار عواملی که باعث انقباض عروق می‌گردند، سبب افزایش گشاد شدن عروق در رگ خونی می‌شود.[۱۲]
  - اختلال عملکرد لایه درون‌رگی که در آن کمبود تولید نیتریک اکسید وجود دارد، در برخی از موارد اما نه همه آنها، با اسپاسم عروق کرونر مرتبط است.[۱۲] عوامل گشادکننده عروق با مکانیسم‌های وابسته به عملکرد سنتز نیتریک اکسید اندوتلیال (لایه درون‌رگی) می‌توانند در شرایط اختلال عملکرد اندوتلیال باعث انقباض عروق شوند که منجر به اسپاسم عروق کرونر می‌گردد.[۱۲]
- التهاب مزمن
  - نشانگرهای مختلفی از التهاب مزمن با درجه پایین در موارد اسپاسم عروق کرونر یافت شده است.[۱۴][۱۵]
  - علاوه بر این، یکی از عوامل خطر برای اسپاسم عروق کرونر، سیگار کشیدن است.[۹][۱۰] مشخص شده است که التهاب مزمن ناشی از سیگار کشیدن به عملکرد سلول‌های اندوتلیال آسیب می‌رساند.[۱۶]
- استرس اکسیداتیو (تنش اکسایشی)
  - رادیکال‌های آزاد اکسیژن از طریق اثرات مخرب خود بر سلول‌های اندوتلیال عروقی و تخریب نیتریک اکسید، که یک عامل مهم گشادکننده عروق است، به بیماری‌زایی (پاتوژنز) اسپاسم عروق کرونر کمک می‌کنند.[۱][۱۲][۱۷]
- انقباض بیش از حد عضلات صاف
  - در سطح سلولی، مسیرهایی که منجر به افزایش فسفوریلاسیون زنجیره سبک میوزین می‌شوند، باعث انقباض عروق می‌گردند. افزایش فعالیت روکیناز که برای افزایش فسفوریلاسیون زنجیره سبک میوزین، در بیماری‌زایی اسپاسم عروق کرونر نقش دارد.[۱][۱۸]

## تشخیص
هیچ معیار مشخصی برای تشخیص وازواسپاسم کرونر وجود ندارد. گرفتن شرح حال کامل توسط پزشک می‌تواند به تشخیص اسپاسم عروق کرونر کمک کند. در مواردی که علائم درد قفسه سینه وجود دارد، شناسایی ویژگی‌هایی که دوره‌های آنژین وازواسپاستیک را از آنژین سنتی متمایز می‌سازد، می‌تواند به تشخیص کمک کند. ویژگی‌هایی مانند درد قفسه سینه در حالت استراحت، تغییر روزانه در تحمل ورزش با کاهش تحمل ورزش در صبح و پاسخ درد قفسه سینه به مسدود کننده‌های کانال کلسیم در مقابل بتا بلاکر می‌تواند سرنخ‌های مهمی باشند.
گاهی می‌توان از نوار قلب (EKG) برای تشخیص دوره‌های اسپاسم عروق کرونر استفاده کرد. با این حال، به دلیل ماهیت گذرا دوره‌های وازواسپاسم کرونر، اتکا به نوار قلب همیشه امکان‌پذیر نیست. با توجه به چالش‌هایی که در ثبت خودبخودی دوره‌های وازواسپاسم کرونر وجود دارد، می‌توان از آزمایش محرک برای القای اسپاسم عروق کرونر در طول کاتتریزاسیون کرونر، برای تشخیص استفاده کرد. آزمایش محرک بر پایه استفاده از عوامل دارویی است که باعث افزایش یا تحریک دوره‌های وازواسپاسم می‌شود. داروهایی که معمولاً برای این منظور تجویز می‌شوند شامل ارگونووین و استیل‌کولین هستند. هر دو عامل دارویی دارای اثرات منقبض کننده عروق بر روی عروق کرونر هستند. با این حال، به‌طور معمول، آزمایش محرک به در محیط بالینی انجام نمی‌شود. دلیل آن اثرات نامطلوب این عوامل دارویی است.

### یافته‌های نوار قلب
هنگامی که وازواسپاسم کرونر باعث انسداد کامل شریان می‌شود، نوار قلب ممکن است شواهدی از بالا رفتن قطعه ST در لیدهایی را نشان دهد که در ناحیه آن شریان هستند. فرورفتگی گذرا قطعه ST نیز می‌تواند رخ دهد که معمولاً در شرایط انسداد غیر کامل اتفاق می‌افتد.
یافته‌های اضافی نوار قلب در اسپاسم عروق کرونر شامل شواهدی از آریتمی‌هایی است که ممکن است توسط ایسکمی ایجاد شود: انقباضات زودرس بطنی، تاکی کاردی بطنی، فیبریلاسیون بطنی و موارد دیگر.

## تاریخچه
درد قفسه سینه ناشی از اسپاسم عروق کرونر در ادبیات پزشکی توسط پرینزمتال و همکاران در سال ۱۹۵۹ شرح داده شده است. این کشف باعث شد که در ادبیات پزشکی از این نوع آنژین به عنوان آنژین پرینزمتال یاد شود. مطالعه بعدی بیشتر این آنژین را از آنژین صدری کلاسیک متمایز کرد، زیرا نتایج نشان داد که بیماران مبتلا به درد قفسه سینه به دلیل اسپاسم عروق کرونر فاقد شواهدی از آترواسکلروز در کاتتریزاسیون قلبی بودند. آنژین صدری ناشی از اسپاسم عروق کرونر به عنوان آنژین واریانت نیز شناخته می‌شود.
در طول دهه ۷۰ و ۸۰، تحقیقات جدی به سرپرستی دکتر رابرت آ. شاهین منجر به مشخص شدن نقش اسپاسم در آنژین پرینزمتال شد و امکان شناسایی آسان و درمان مؤثر را فراهم کرد.